# Oxytropis qingnanensis
Oxytropis qingnanensis là một loài thực vật có hoa trong họ Đậu. Loài này được Y.H. Wu miêu tả khoa học đầu tiên năm 1997.